# Niney The Observer
Winston Holness, meglio conosciuto come Niney The Observer (vero nome: George Boswell) (Montego Bay, 1951), è un produttore discografico e cantante giamaicano di musica reggae, figura chiave nella produzione di molti classici roots e dub, tra gli anni '70 e '80.

## Biografia
Holness guadagna il suo soprannome "Niney" dopo aver perso un pollice in un incidente di laboratorio. Nella seconda metà degli anni 60 lavora come ingegnere presso KG record, dove inizia l'attività di produttore.
La sua prima produzione è il brano "Come on Baby", pubblicato sulla sua etichetta Destroyer. Nel 1967 si trasferisce a lavorare con Bunny Lee, poi presso lo studio di Lynford Anderson, poi lavora per Joe Gibbs come capo ingegnere del suono, sostituendo il suo amico Lee "Scratch" Perry.
Mentre lavora per Gibbs produce "Mr. Brown" di Dennis Alcapone e Lizzy, e svolge un ruolo importante nel lancio della carriera di Dennis Brown. Dopo aver lasciato Gibbs, ottiene il suo primo grande successo come produttore con "Blood & Fire" nel dicembre 1970, inizialmente pubblicato in sole 200 copie sulla sua etichetta Destroyer, ma ristampato l'anno successivo per l'altra sua etichetta Observer, riuscendo a vendere oltre 30 000 copie in Giamaica. Ispirato dal soprannome di Perry  ("The Upsetter"), Holness adotta quello di "Observer", utilizzandolo come nome per la sua nuova etichetta Observer, e per il nome della sua house band, The Observers (che erano, in realtà, i Soul Syndicate). Seguirono vari singoli, alcuni dei quali riutilizzavano il ritmo Blood & Fire, tra cui Fire Bunn di Big Youth.
Nei primi anni '70, divenne uno dei produttori giamaicani più ricercati, lavorando con artisti come Dennis Brown, Delroy Wilson, The Heptones, Johnny Clarke, Slim Smith, Jacob Miller, Junior Delgado e Freddie McGregor, tutti prodotti da lui. Ha anche continuato ad auto-prodursi, su collaborazioni con Dennis Alcapone, Max Romeo e Lee Perry.
Verso la metà degli anni '70, ha anche lavorato con Ken Boothe, Junior Byles, Gregory Isaacs, Horace Andy, I-Roy, e Dillinger. La fine degli anni '70 l'ha visto ancora molto attivo come produttore, ma la sua produzione nei primi anni 1980 è stata significativamente inferiore dopo lo spostamento riassegnazione in Francia.
È riemerso nel 1982 con l'album Ital Dub Style Observer, dopo il quale è tornato a Kingston, nel 1983, assumendo il ruolo di produttore di casa per l'etichetta Hitbound presso lo studio Channel One. In questa veste è stato uno dei primi a lavorare con Beenie Man, producendo anche i Third World e Sugar Minott.
A metà degli anni '80, si trasferisce a New York, tornando nuovamente a Kingston nel 1988, e lavorando con Yami Bolo, Frankie Paul, Andrew Tosh e Junior Byles.
He began an association with Heartbeat Records , working on reissues of much of his back catalogue, as well as new recordings.
Ha recentemente iniziato un'associazione con l'etichetta  Heartbeat Records, ri-pubblicando gran parte del suo vecchio catalogo, oltre a nuove registrazioni. Ha continuato a produrre nuovo materiale durante gli anni '90.